# Saint-Pair
Saint-Pair é uma comuna francesa na região administrativa da Normandia, no departamento Calvados. Estende-se por uma área de 3,25 km². Em 2010 a comuna tinha 230 habitantes (densidade: 70,8 hab./km²).